# Republiki burskie
Republiki burskie – państwa założone podczas holenderskiej kolonizacji i Wielkiego Treku (voortrekkerzy) w południowej Afryce. Większość z tych państw była dość krótkotrwała, gdyż podczas wojen burskich upadły one i zostały wcielone do brytyjskich kolonii.